# Fosfodiesterasa 4
La fosfodiesterasa 4 HGNC PDE4  (EC 3.1.4.53) es una enzima que cataliza la reacción de hidrólisis del fosfato cíclico del adenosín monofosfato cíclico (cAMP) que es un regulador importante de procesos fisiológicos.
cAMP + H2O {\displaystyle \rightleftharpoons } AMP
Esta enzima es uno de los 11 tipos de fosfodiesterasas cíclicas conocidos (PDE1-PDE11). En el ser humano se conocen cuatro isozimas de esta proteína según la siguiente tabla.
|                                     | Fosfodiesterasa 4A | Fosfodiesterasa 4B | Fosfodiesterasa 4C | Fosfodiesterasa 4D |
| ----------------------------------- | --- | --- | --- | --- |
| Símbolo                             | PDE4A | PDE4B | PDE4C | PDE4D |
| Isoformas (*)                       | Total 7. PDE4A4, PDE4A11, PDE4A7, PDE4A1, PDE4A8A, PDE4A10, PDE4A8. | Total 3. PDE4B1, PDE4B2, PDE4B3. | Total 7. PDE4C1, PDE4C2, PDE4C3, PDE4C4, PDE4C5, PDE4C6, PDE4C7. | Total 12. hPDE4D4, hPDE4D3, Q08499-3, hPDE4D1, hPDE4D2, hPDE4D5, PDE4DN3, PDE4D6, PDE4D8, PDE4D9, PDE4D7, Q08499-12. |
| Funciones                           | Hidrólisis cAMP | Hidrólisis cAMP. Puede que participe en mediar los efectos en el sistema nervioso central de los antidepresivos, antiasmáticos y antiinflamatorios.                    | Hidrólisis cAMP. | Hidrólisis cAMP. |
| Cofactor                            | Se une a 2 cationes metálicos divalentes por subunidad. El sitio 1 se une preferentemente a iones zinc. El sitio 2 tiene preferencia por iones magnesio y/o manganeso. | Se une a 2 cationes metálicos divalentes por subunidad. El sitio 1 se une preferentemente a iones zinc. El sitio 2 tiene preferencia por iones magnesio y/o manganeso. | Se une a 2 cationes metálicos divalentes por subunidad. El sitio 1 se une preferentemente a iones zinc. El sitio 2 tiene preferencia por iones magnesio y/o manganeso. | Se une a 2 cationes metálicos divalentes por subunidad. El sitio 1 se une preferentemente a iones zinc. El sitio 2 tiene preferencia por iones magnesio y/o manganeso. |
| Regulación                          | Las isoformas PDE4A4, PDE4A11, PDE4A10 y PDE4A8 son inhibidas por rolipram y cilomilast. Las isoformas PDE4A4, PDE4A11 y PDE4A10 son inhibidas por 4-[(3-butoxi-4-metoxifenil)-metil]-2-imidazolidinona, roflumilast y denbufilina. | Inhibida por rolipram. | Inhibida por rolipram. | Inhibida por rolipram. Activada por el ácido fosfatídico. |
| Interacciones                       | Las isoformas PDE4A4, PDE4A11 y PDE4A10 interaccionan con la tirosina kinasa LYN y con la arrestina beta 2. | | | Se presenta como homodímero para las isoformas largas. Las isoformas con N-terminal truncado son monoméricas. La isoforma Q08499-3 es parte de un complejo que contiene PRKAR2A, PRKAR2B y AKAP9. Interacciona con la miomegalina. Las isoformas hPDE4D2, PDE4DN3 y Q08499-12 se unen a GNB2L1. Se une a la arrestina beta 2. |
| Localización celular                | Las isoformas PDE4A4, PDE4A11 y PDE4A10 se encuentran en la región perinuclear. Las isoformas PDE4A1 y PDE4A8 en la membrana. | | | Centrosoma. |
| Tejidos                             | La isoforma PDE4A4 se expresa en muchos tejidos. La isoforma PDE4A11 es abundante en el hígado, estómago, testículos, tiroides y glándulas adrenales. También se encuentra en la placenta, riñones, páncreas, ovarios, útero, piel, monocitos, mastocitos, macrófagos y en el músculo liso bronquial. La isoforma PDE4A10 se expresa en altos niveles en el corazón e intestino delgado. También se encuentra en el cerebro, riñones, bazo, colon, glándulas salivales, ovarios y linfocitos de la sangre periférica. La isoforma PDE4A8 se expresa predominantemente en el músculo esquelético y cerebro, y en bajos niveles en los testículos. Se encuentra en subpoblaciones neuronales específicas del córtex, médula espinal y cerebelo. | Se expresa en el cerebro, corazón, pulmones y músculo esquelético. | Se expresa en varios tejidos pero no en el sistema inmunitario. | Muy abundante en el músculo esquelético. La isoforma hPDE4D5 se ha detectado en el cerebro. La isoforma PDE4D6 se ha detectado en el cerebro, placenta, pulmones y riñones. La isoforma PDE4DN3 se ha detectado en el corazón y músculo esquelético.                                                                          |
| Modificaciones post-translacionales | La isoforma PDE4A11 y PDE4A8 son activadas por fosforilación por la proteína kinasa A en la Ser-119 y Ser-123 respectivamente. La caspasa 3 rompe la enzima. | | | Las isoformas PDE4DN3 y Q08499-12 son fosforiladas en la Ser-49, Ser-51, Ser-55 y Ser-59. |
| Relevancia clínica                  | | | | Las variaciones genéticas de la PDE4D podrían estar asociadas con la susceptibilidad a los accidentes cerebrovasculares. |

(*) Las isoformas se listan según el orden de número de isoforma de la base de datos UniProtKB. La primera isoforma listada es la secuencia canónica.